# FedEx
FedEx Corporation er en amerikansk virksomhed, der tilbyder bud-, fragt- og logistiktjenester. Hovedsædet er beliggende i Memphis, Tennessee, men FedEx har aktiviteter over hele verden. Virksomheden er noteret på New York Stock Exchange. Omsætningen var i 2008 14,526 mia. dollars, og FedEx beskæftiger 252.000 ansatte.
FedEx driver verdens største civile flyflåde, ligesom selskabet håndterer den største mængde kargo.
Virksomheden blev grundlagt i 1971 som Federal Express, men ændrede i 2000 navnet til det nuværende.